# 3327 Campins
3327 Campins è un asteroide della fascia principale. Scoperto nel 1985, presenta un'orbita caratterizzata da un semiasse maggiore pari a 3,1750475 UA e da un'eccentricità di 0,0999752, inclinata di 1,55928° rispetto all'eclittica.